# Odrava

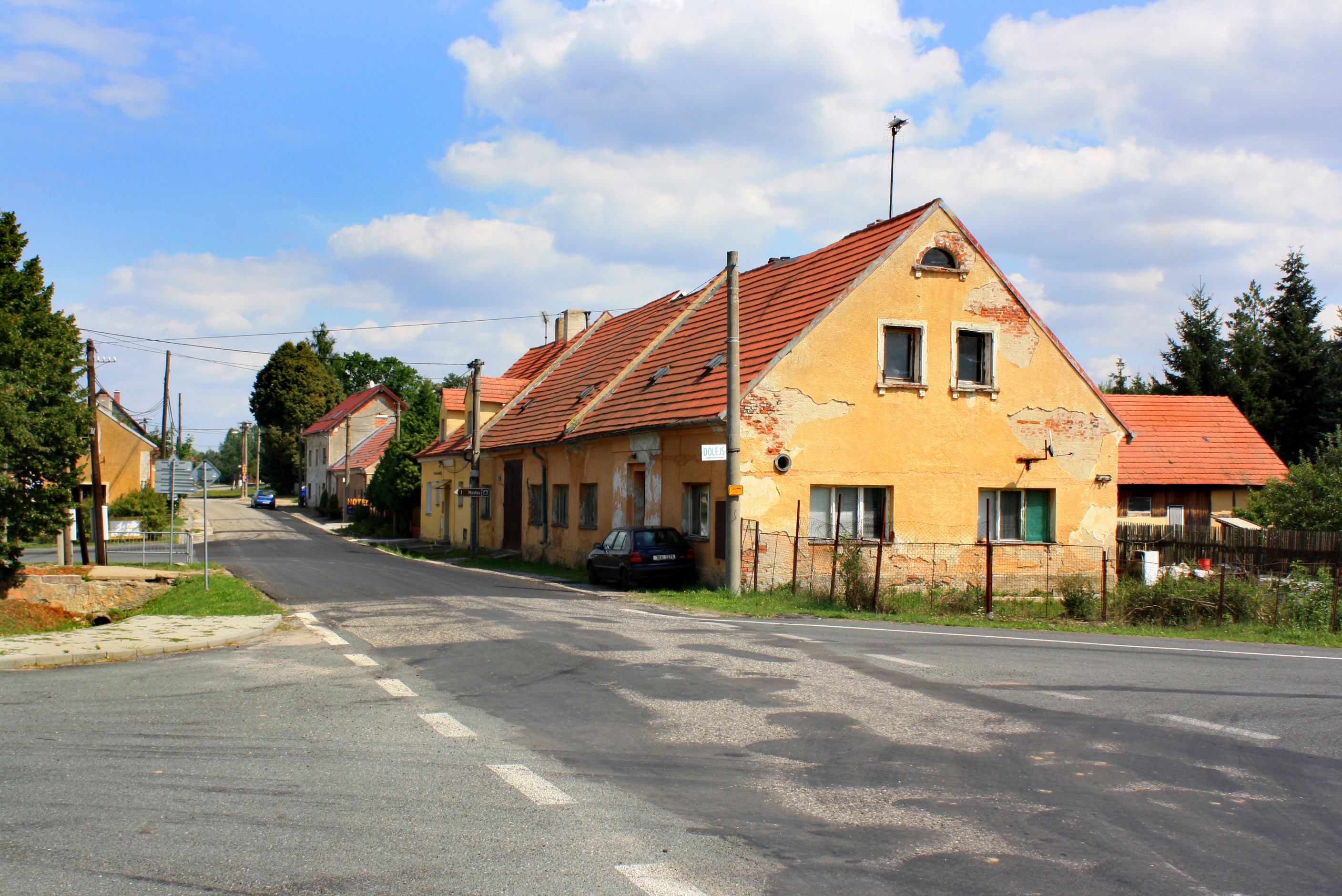
Odrava

Odrava (deutsch Kulsam) ist eine Gemeinde in Tschechien. Sie liegt acht Kilometer nordöstlich des Stadtzentrums von Cheb und gehört zum Okres Cheb.

## Geographie

### Geographische Lage
Odrava befindet sich im Egerbecken am rechten Ufer der Wondreb (Odrava), die auf dem Gebiet der Gemeinde in die Eger mündet. Durch den Ort führt die ab Dobroše zur Schnellstraße R 6 ausgebaute Europastraße E 48/E 49 von Sokolov nach Cheb. Südwestlich liegt der Stausee Jesenice.

### Nachbargemeinden
Nachbarorte sind Nebanice im Norden, Mostov und Hlínová im Nordosten, Kamenný Dvůr und Návrší im Osten, Lipoltov im Südosten, Jesenice im Süden, Obilná und Potočiště im Südwesten, Loužek im Westen sowie Vrbová im Nordwesten.

### Gemeindegliederung
Die Gemeinde Odrava besteht aus den Ortsteilen Dobroše (Dobrassen), Mostov (Mostau), Obilná (Kornau), Odrava (Kulsam) und Potočiště (Dürnbach), die zugleich auch Katastralbezirke bilden. Grundsiedlungseinheiten sind Dobroše, Hlínová (Klingen), Mostov, Obilná, Odrava und Potočiště. Zu Odrava gehört außerdem die Wüstung Trpěš (Tipessenreuth).

## Geschichte
Die erste urkundliche Erwähnung von Odrava erfolgte im Jahre 1370. Das Dorf lag an einer Furt durch die Wondreb und gehörte zur Herrschaft Mostau, deren Besitzer die Landgrafen von Leuchtenberg waren. Kulsam lag auf böhmischem Gebiet an der Grenze zur Reichspfandschaft Eger, die seit 1322 entlang der Wondreb verlief. Gepfarrt war der Ort seit jeher nach Königsberg an der Eger. Nach den Leuchtenbergern folgten als Besitzer die Geschlechter Notthafft und Hertenberg.
1841 entstand eine steinerne Brücke über die Wondreb. Nach der Ablösung der Patrimonialherrschaften wurde Kulsam 1850 zusammen mit Lapitzfeld, Rolessengrün, Dobrassen und Klingen Teil der Gemeinde Mostau und kam zum Gerichtsbezirk Eger bzw. politischen Bezirk Eger. Zu Beginn des 20. Jahrhunderts wurde Kulsam eine selbstständige Gemeinde. 1930 lebten in Kulsam 130 Menschen, 1939 waren es 142. Nach dem Münchner Abkommen wurde das Dorf 1938 in das Deutsche Reich eingegliedert und gehörte von 1939 bis 1945 zum Landkreis Eger. Nach Kriegsende kam Odrava zur Tschechoslowakei zurück; die deutschen Bewohner wurden vertrieben. 1960 erfolgte die Eingemeindung von Mostov.

## Sehenswürdigkeiten
- Stausee Jesenice, Erholungsgebiet
- Schloss Mostov, heute Hotel
- Allee von Mostov nach Hlínová

## Söhne und Töchter der Gemeinde
- Adolf Bachmann (1849–1914), böhmischer Historiker und Archivar